# Carlo Marangon
Carlo Marangon (Adria, 3 gennaio 1945 – Prato, 11 ottobre 1989) è stato un musicista, compositore e cantautore italiano.

## Biografia
Si trasferì a Prato nel 1951 dopo l'esondazione del fiume Po nel Polesine, e qui iniziò, all'età di nove anni, a studiare musica col maestro Giulio Gabbiani. Si iscrisse alla SIAE nel 1963 componendo alcuni brani di musica leggera che in seguito lo faranno conoscere agli addetti ai lavori di molte case discografiche. Dopo aver militato in vari gruppi musicali, nei quali fu voce e pianista, fondò nel 1965 i Los Hermanos insieme al fratello Luigi alla batteria, Michele Parise alla chitarra e Roberto Beltrame al basso. Con questa formazione partecipò al festival per gruppi emergenti di Rapallo, denominato Torneo nazionale Rapallo Davoli.
In questo festival, dove i Los Hermanos si classificarono 35º su 140 gruppi, Carlo si fece notare per le sue composizioni; in particolar modo con, Morirò, Un bicchiere di vetro,e Finisce l'incanto del tramonto con i testi di Donata Giachini. Insieme ad alcune cover, eseguite al festival dal gruppo, la Giallo Record pubblicherà queste canzoni, in una essenziale raccolta di musica beat italiana del periodo, nei primi due dischi degli otto pubblicati. (Carlo Marangon & i Los Hermanos - Rapallo Davoli Festival vol. 1/vol. 2).
Iniziò così a suscitare un interesse discografico e la casa discografica Italian Yank, all'epoca distribuita dal Clan Celentano, acquisì e stampò le tre canzoni, con la supervisione di Detto Mariano, l'arrangiatore di Celentano.
In seguito, con l'aggiunta di altre sette canzoni, verrà inciso il LP Dolce Compagnia.
Nel 1970, si concluse la collaborazione con i Los Hermanos e iniziò a lavorare, come pianista cantante insieme ad altri musicisti, sulle navi da crociera. Mantenne questo impegno fino ai primi anni '80, dopodiché rientrò a Prato esibendosi, voce e piano, in tutti i maggiori locali della Toscana.
Accompagnato per quasi tutta la vita dal diabete mellito di tipo 1, morì prematuramente a Prato nel 1989, a soli 44 anni, in seguito alle complicazioni della malattia autoimmune.

## Discografia

### CD
- 1966 - Rapallo Davoli Festival vol. 1 (Giallo record ASF 003)
- 1967 - Rapallo Davoli Festival vol. 2 (Giallo record ASF 004)
- 1982 - Dolce compagnia con Carlo Marangon (BA Stereo BA 014)